# 碧巌録
『碧巌録』（へきがんろく）は、中国の仏教書であり禅宗の語録。別名に仏果圜悟禅師碧巌録、碧巌集とも呼ばれる。全10巻。宋代の禅僧で雲門宗4世の雪竇重顕（せっちょうじゅうけん）が、唐代の禅者の伝記の中から百則の問答を選んでそれぞれに頌（頌古〈じゅこ〉のこと。宗旨を込めた漢詩）をつけた『雪竇百則頌古』（せっちょうひゃくそくじゅこ）に、宋代の禅僧で中国の臨済宗11世の圜悟克勤（えんごこくごん）が前文と批評を加えたもの（1125年）。圜悟克勤は各則ごとに垂示（すいじ。本則に対する簡単な説示）、評唱（ひょうしょう。批評と唱和。禅的な批判鑑賞。）、および著語（じゃくご。個人の見解をもって述べる、根源的な立場から行う批評の語）を加えている。
宗教書であると同時に禅文学としての価値が大きく、古来より「宗門第一の書」といわれ、公開の場で提唱されることも多かった。看話禅の発展は本書に依るところが大きく、本書に倣（なら）って『従容録』、『無門関』の公案集が作られた。また、臨済宗の専門道場においては、修行者が自分の悟境を深めるための公案集として用いられている。